# أغاف أحادي الخطوط
أغاف أحادي الخطوط (الاسم العلمي:Agave univittata) هو نوع من النباتات يتبع جنس الأغاف من الفصيلة الهليونية.